# 圣阿尔吉
圣阿尔吉（法語：Saint-Algis）是法国皮卡第大区埃纳省的一个市镇，属于韦尔万区韦尔万县。该市镇2009年时的人口为156人。

## 人口
圣阿尔吉人口变化图示
| 数据来源：INSEE |